# Bitka pri Rakičanu
Bitka pri Rakičanu je bila mala bitka med Kruci in Avstrijci, ki je potekala 21. avgusta, 1705.
Prekmurski Slovenci so Kruce podpirali proti Avstrijcem. V tem času je bilo veliko protestantov v Slovenski okroglini (Prekmurje), ki so jih preganjali katoliški Habsburžani. Avstrijska vojska pa je imela srbske pomožne čete, ki so ogromno škod delale Slovencem na njivah in v vinogradih.
Kruški general, Sándor Károlyi je s pomočjo Slovencev premagal Johanna Rabatto, štajerskega kastelana pri Monoštru (1704). Kruci in Slovenci so zavzeli tudi Gornjo Lendavo (Grad).
Do marca leta 1704 so Kruce potisnili iz okolice Ljutomera in Ormoža, vse do reke Mure. Avgusta leta 1705 se je četa rojalista Jánosa Draskovicha, Avstrijci in Srbi (300 konjenikov in 700 pešakov) spopadla s Kruci in Slovenci pri Rakičanu. Draskovich je premagal Kruce in okupiral celo Slovensko okroglino. 13. decembra je kruški general János Bottyán premagal Hannibala Heisterja pri Monoštru, vendar Kruci niso mogli ponovno zavzeti pokrajine med Muro in Rabo.